# Rivière du Lièvre
Der Rivière du Lièvre (englisch Du Lièvre River) ist ein linker Nebenfluss des Ottawa River im Westen der kanadischen Provinz Québec.

## Flusslauf
Er hat seinen Ursprung im Lac Orthès in den Laurentinischen Bergen.
Er fließt östlich vom Réservoir Mitchinamecus in südlicher Richtung und mündet bei Masson-Angers in den Ottawa River. Der Fluss hat eine Länge von 330 km und entwässert ein Gebiet von 10.400 km².
Der Flussname leitet sich von dem französischen Wort für „Hase“ ab.
Größere Zuflüsse sind: 
- Rivière Mitchinamecus
- Rivière Kiamika

Der Fluss durchfließt folgende Gemeinden:
- Mont-Laurier
- Notre-Dame-de-Pontmain
- Notre-Dame-du-Laus
- Val-des-Bois
- Notre-Dame-de-la-Salette
- Glen Almond (Munizipalität L'Ange-Gardien)
- Buckingham, nun Teil von Gatineau

Früher wurde der Fluss zum Flößen von Baumstämmen zu den Sägewerken an der Flussmündung genutzt.
Im Jahre 1928 wurde an der Mündung des Flusses Rivière du Lièvre eine Papierfabrik gebaut.

## Wasserkraftanlagen
Es gibt eine Reihe von Wasserkraftanlagen entlang dem Flusslauf.
Boralex betreibt am Rivière du Lièvre an der Barrage MacLaren bei Buckingham ein Laufwasserkraftwerk (⊙). Es hat eine installierte Leistung von 10 MW bei einer Fallhöhe von 9,6 m. Die Anlage aus dem Jahr 1913 wurde 1995 erneuert.